# Я подожду, пока ты убьёшь
«Я подожду, пока ты убьешь» (чеш. Počkám, až zabiješ) — чехословацкий фильм 1973 года режиссёра Станислава Черны по рассказу «Собачий отряд» Карела Фабиана.

## Сюжет
Вторая мировая война. При нацистском концлагере организован центр подготовки караульных собак для эсэсоцев, где для тренировки на живых людях используются узники концлагеря, которых заставляют дразнить и бить собак, вызывая у них ненависть и готовность убивать людей.
Среди узников — бывший боец интербригад Мареш. На нём тренируют суку немецкой овчарки Риту, но он тайно обращается с ней по-другому: её избиение только имитурует, а ночью он кормит её остатками своей скудной еды.
Начальник концлагеря Дернер проводит демонстрацию результатов тренировки для майора СС, который пришёл за собаками. Трём новым узникам — женщине, пожилому мужчине и маленькому мальчику — обещают свободу, если они спасутся от стаи собак. Женщина и мужчина погибают разорванные собаками, но Рита позволяет мальчику сбежать. Марешь в это время совершает побег, и они вместе с мальчиком уходят от погони.
К сожалению, Рита преданно идёт за Марешом на небольшом расстоянии и таким образом выводит преследователей на его след. Дернер настигает Мареша, но тот одолевает его в драке, связывает и даже использует его форму для дальнейшего пути, пристаивает мальчика к бродячему цирку в качестве клоуна.
Используя Риту Дернер повторно настигает Мареша, но в решающий момент Рита спасает Мареша — вцепляется нацисту в горло, сама погибая.

## В ролях
- Адольф Филип — Ян Мареш, заключенный
- Карел Глушичка — начальник лагеря гауптштурмфюрер Дернер
- Владимир Длоуги — Юлий Норге, норвежский мальчик
- Милош Ваврушка — гестаповец Бенке
- Илья Прахарж — гестаповец Пфейль
- Франтишек Зухомель — Бенда, сокамерник Кобылы
- Эва Ироушкова — Хильда, деревенская девушка
- Густав Геверле — Сепп, сельский житель
- Франтишек Ганус — директор цирка
- Индржих Бонавентура — майор СС
- Зденек Прохазка — старший сержант СС
- Люда Марешова — надзиратель Эльза
- Ян Каниза — полевой жандарм
- Богуслав Личман — полевой жандарм
- Станислав Яреш — начальник пилорамы
- Карел Деллапина — мельник
- Людвик Позник — лейтенант вермахта
- Карел Хромик — охранник Писсиг
- Вит Пезина — капрал СС
- Павел Йирас — гестаповец
- Карел Тексель — рыбак